# 宮井仁美
宮井 仁美（みやい ひとみ、1985年3月18日 - ）は、香川県出身の陸上競技女子選手。2005年ヘルシンキ世界陸上選手権女子10000m代表。

## 経歴
香川県立津田高等学校時代は、高知国体少年女子共通3000mで9分18秒50の6位。全国的には無名に近い選手だったが、2002年6月の日本ジュニア選手権での伸びやかな走りが、名将小出義雄の目に留まり、高校卒業後、豊田自動織機に入社。佐倉アスリート倶楽部で小出義雄代表の指導を受ける。2005年4月24日の兵庫リレーカーニバル10000mで31分41秒60をマーク。世界選手権参加Ａ標準（31分40秒00）にはわずかに届かなかったものの、初10000m日本歴代1位（当時）を達成した。その後日本選手権の女子10000m決勝で世界選手権参加標準記録Ａを突破する31分37秒24をマークし、10000m代表入りした。2005年ヘルシンキ世界陸上選手権女子10000mでは31分43秒74の18位。2008年より、ホクレンアシスタント・コーチ。

## 主な成績
- 2002年　よさこい高知国体少年共通　3000m　6位
- 2004年　香川丸亀ハーフマラソン　2位
- 2005年　兵庫リレーカーニバル 10000m 6位
- 2005年　日本選手権 10000m 4位
- 2005年　ヘルシンキ世界陸上選手権 10000m 18位
- 2005年　全日本実業団対抗陸上競技選手権大会 10000m　4位

## 自己ベスト
- 1500m　　4分23秒34　　　日本選手権（2004年）
- 3000m　　9分10秒39　　　東日本実業団（2004年）
- 5000m　　15分25秒52　　 東日本実業団（2005年）
- 10000m　 31分37秒24 　　日本選手権（2005年）
- ハーフマラソン　1時間10分46秒　香川丸亀ハーフマラソン（2004年）